# Уилтон, Томас
Томас Уилтон (англ. Thomas Wilton, около 1270 — около 1320) — английский богослов и философ-схоласт, ученик Дунса Скота, преподаватель Оксфордского, а затем Парижского университета, где преподавал Уолтер Берли. Он был членом Мертон-колледжа примерно с 1288 года.
Он критиковал некоторые тезисы Берли. Он описал и отверг теорию движения Аверроэса, спровоцировав ответ Иоанна Жандунского. В рассуждениях о вечности мира он соединяет взгляды Маймонида и Фомы Аквинского.